# Helgoland–Zanzibar-traktaten
Helgoland–Zanzibar-traktaten var tidligere en udbredt betegnelse for Traktaten mellem Tyskland og Storbritannien om kolonier og Helgoland. Aftalen blev indgået 1. juli 1890 og omhandlede hovedsagelig territorialrettigheder i Afrika.
Tyskland fik den såkaldte Caprivi-stribe (i dagens Namibia), samt tilladelse til at afpatruljere kysten ved Dar es-Salaam, som senere blev kerne i Tysk Østafrika (nu fastlandsdelen af Tanzania). Derudover fik Tyskland (dvs. Preussen) Helgoland og naboøen Dynen i Nordsøen. Omvendt fik Storbritannien protektoratet Wituland (kystområdet i dagens Kenya) og dele af Østafrika, som var vigtig for briterne for at bygge en jernbaneforbindelse til Victoriasøen. Tyskland forpligtede sig til ikke at forstyrre Storbritanniens relationer med sultanatet Zanzibar (dvs. øerne Unguja og Pemba).
Traktaten etablerede den tyske interessesfære i Tysk Sydvestafrika (dagens Namibia) og fastslog grænserne imellem det tyske Togo og den britiske Guldkyst (dagens Ghana), samt grænser mellem det tyske Cameroun og det britiske Nigeria. Helgoland blev efterfølgende udbygget som tysk militærbase.
Den daværende tyske rigskansler Leo von Caprivi blev kritiseret for sin passive kolonialpolitiske linje. Hans modstandere lancerede betegnelsen “Helgoland–Zanzibar-traktat” for at fremkalde det indtryk, at Tyskland ubetænksomt havde byttet sig til en gold klippeø for et tropisk paradis. Faktisk var der ikke tale om et mageskifte.